# Ballad of the Mighty I
«Ballad of the Mighty I» es una canción de la banda de rock británica Noel Gallagher's High Flying Birds, escrita y producida por Noel Gallagher para su disco Chasing Yesterday. El sencillo fue lanzado el 13 de enero de 2015, la pista cuenta con el guitarrista Johnny Marr y fue lanzado como el segundo sencillo.

## Antecedentes
Se reveló que "Ballad of the Mighty I" sería el segundo sencillo de Chasing Yesterday después del anuncio del álbum en octubre de 2014. Hablando sobre la colaboración con Johnny Marr, Gallagher ha revelado que "trató de que participara en el último álbum, pero eso nunca sucedió ", y agregó que Marr aceptó tocar en la canción sin oírla de antemano y alegando que él "ayudó a hacer ["Ballad of the Mighty I"] una de las mejores canciones [que él] jamás haya escrito".
En su primera semana, la canción se colocó en el puesto 75.º en las listas oficiales del Reino Unido; el 1 de marzo alcanzó el puesto 54º.

## Video musical
El videoclip de "Ballad of the Mighty I" fue lanzado el 12 de enero de 2015.

## Lista de canciones
Todas las canciones escritas y compuestas por Noel Gallagher. 
| N.º  | Título                   | Duración |  |
| 1.   | «Ballad of the Mighty I» | 5:15     |  |
| 2.   | «Revolution Song»        | 3:33     |  |
| 8:48 |                          |          |  |